# 대구 북지장사 지장전
대구 북지장사 지장전(大邱 北地藏寺 地藏殿)은 대한민국 대구광역시 동구 도학동, 북지장사에 있는 조선시대의 건축물이다. 1984년 11월 30일 대한민국의 보물 제805호로 지정되었다.

## 개요
북지장사는 신라 소지왕 7년(485) 극달화상이 세웠다고 전하는 절이다.
이 건물은 사역(寺域) 동쪽에 있는 대웅전(大雄殿)이 과거 어느 시기에 불에 타버려 근래까지 대웅전으로 사용하고 있었으나 2011년까지 해체보수 결과 조선 영조 37년(1761년) 지장전(地藏殿)으로 상량하였다는 기록이 발견되어 지장전으로 명칭을 변경하였다.
앞면 1칸·옆면 2칸 규모이지만 앞면 1칸 사이에 사각형의 사이기둥을 세워 3칸 형식을 띠고 있는 것이 독특하다. 지붕은 옆면에서 볼 때 여덟 팔(八)자 모양을 한 팔작지붕이며 공포가 기둥 위뿐만 아니라 기둥 사이에도 있는 다포 양식으로 세부 처리는 조선 중기 수법을 따르고 있으며, 공포 위에 설치한 용머리 조각 등은 조선 후기 수법을 따르고 있다. 건물에 비해 지붕이 크게 구성되어 있으며, 지붕 각 모서리 끝(추녀)에 얇은 기둥(활주)을 받쳤다. 지붕의 가구형식은 특이하게 정자에서 쓰는 건축 기법을 사용하였다.
불전 건축기법으로는 보기 드문 형태를 갖추고 있어 조선시대 건축사 연구에 중요한 건물이다.

## 같이 보기
- 대구 북지장사

## 참고 자료
- 대구 북지장사 지장전 - 국가유산청 국가유산포털